# Газзы
Газзы (лат. Gazza) — род лучепёрых рыб семейства сребробрюшковых (Leiognathidae) отряда окунеобразных. Распространены в Индо-Тихоокеанской области. Максимальная длина тела представителей разных видов варьирует от 9,6 до 21 см.

## Описание
Тело высокое, сильно сжато с боков, покрыто мелкой циклоидной чешуёй. Область за головой до начала мягкой части спинного плавника покрыта чешуёй или голая. Голова без чешуи. Рот маленький, сильно выдвижной; при открытии вытягивается вперёд. При закрытом рте нижняя челюсть располагается под углом от 40° до 70° к продольной оси тела. В передней части челюстей есть клыковидные зубы. Питаются мелкими рыбами и креветками.

## Классификация
В составе рода выделяют пять видов:
- Gazza achlamys Jordan & Starks, 1917 — Голая газза
- Gazza dentex (Valenciennes, 1835)
- Gazza minuta (Bloch, 1795) — Зубатая газза
- Gazza rhombea Kimura, Yamashita & Iwatsuki, 2000[4]
- Gazza squamiventralis Yamashita & Kimura, 2001[5]